# Wednesday Night Prayer Meeting
Pour les articles homonymes, voir Réunion, Prière (homonymie) et Mercredi.
Clip vidéo
[vidéo] « Charles mingus - Charles Mingus - Wednesday Night Prayer Meeting », sur YouTube
Wednesday Night Prayer Meeting (Réunion de prière du mercredi soir, en anglais) est un standard de jazz post-bop, composé par le pianiste-contrebassiste-compositeur de jazz américain Charles Mingus, single enregistré avec son big band jazz post-bop, extrait de son album Blues & Roots de 1960. Un des succès emblématiques de sa carrière, et de l'histoire du jazz post-bop.

## Histoire
Nesuhi Ertegün (fondateur d'Atlantic Records et producteur de Charles Mingus) propose à ce dernier de créer et d'enregistrer un album de blues-swing-soul music inspiré de sa précédente composition Haitian Fight Song de son précédent album The Clown de 1957. Mingus créé alors un de ses albums de jazz blues emblématiques Blues & Roots (blues & racines), avec ses célèbres effets de chahut dynamique crescendo caractéristique de génie, avec entre autres ce titre Wednesday Night Prayer Meeting, inspiré des souvenirs de chants religieux d'église évangélique gospel-blues-soul-rhythm and blues de son enfance (à l'image du célèbre The Old Landmark de 1949, du révérend W. Herbert Brewster (en)), enregistré avec son big band jazz hard bop post-bop, composé de quatre saxophonistes, deux trombonistes, un trompettiste, un batteur, et de lui même à la contrebasse, avec : 
- Charles Mingus – contrebasse, chef d'orchestre
- John Handy et Jackie McLean – saxophone alto
- Booker Ervin – saxophone ténor
- Pepper Adams – saxophone baryton
- Jimmy Knepper et Willie Dennis (en) – trombone
- Horace Parlan – piano
- Dannie Richmond – batterie.

## Reprises
Ce titre est réenregistré sur son album live Mingus at Antibes de la première édition du festival de jazz d'Antibes Juan-les-Pins de 1960 (sorti en 1976), et repris entre autres par le Mingus Big Band...